# Parvotettix fortescuensis
Parvotettix fortescuensis är en insektsart som beskrevs av Richards, A.M. 1974. Parvotettix fortescuensis ingår i släktet Parvotettix och familjen grottvårtbitare. Inga underarter finns listade i Catalogue of Life.